# Іорданов Іван Єфремович
Іван Єфремович Іорданов (7 листопада 1930, село Дунаївка, тепер Приазовського району Запорізької області — ?) — радянський молдавський державний діяч, голова Державного комітету Ради міністрів Молдавської РСР із кінематографії. Член ЦК Комуністичної партії Молдавії в 1963—1971 роках. Член і голова Ревізійної комісії Комуністичної партії Молдавії в 1971—1986 роках. Депутат Верховної Ради Молдавської РСР 6-го і 8—10-го скликань. Депутат Верховної Ради СРСР 7-го скликання. Кандидат економічних наук (1969).

## Життєпис
Народився в селянській родині.
У 1948—1951 роках — наглядач зв'язку Кишинівської автоматичної телефонної станції; машиніст холодильних установок Кишинівського м'ясокомбінату.
У 1951—1954 роках — у Радянській армії.
Член КПРС з 1953 року.
У 1954—1959 роках — інструктор, заступник завідувача відділу ЦК ЛКСМ Молдавії.
У 1959—1960 роках — голова Центральної ради Добровільного спортивного товариства «Колхозникул» Молдавської РСР.
У 1960—1961 роках — 2-й секретар ЦК ЛКСМ Молдавії.
У 1961 році закінчив Кишинівський державний університет імені Леніна.
У 1961—1962 роках — відповідальний організатор ЦК КП Молдавії.
У 1962 році — 1-й секретар Теленештського районного комітету КП Молдавії.
У 1962—1965 роках — секретар парткому Оргіївського територіального виробничого колгоспно-радгоспного управління Молдавської РСР.
У 1965—1970 роках — 1-й секретар Оргіївського районного комітету КП Молдавії.
22 січня 1970 — 1 листопада 1985 року — голова Державного комітету Ради міністрів Молдавської РСР із кінематографії.
З 1985 року — ректор Молдавського державного інституту мистецтв у Кишиневі.
Подальша доля невідома.

## Нагороди
- два ордени Трудового Червоного Прапора
- орден Дружби народів (1981)
- орден «Знак Пошани»
- медалі